# Manuel Costa Martins
Manuel Costa Martins ou apenas Costa Martins (Lisboa, 1922 — 1996) foi um arquiteto, professor e fotógrafo português. 

## Biografia
Frequentou as Escolas de Belas-Artes de Lisboa e do Porto, tendo concluído o curso de arquitetura em 1956. Em 1948 fez, com Nuno Teotónio Pereira, uma comunicação ao I Congresso Nacional de Arquitetura sobre Habitação Económica e Reajustamento Social. Entre os seus projetos de arquitetura destaquem-se os dos edifícios de habitação na Rua Cidade da Beira, nº 54, 56, 83, Olivais, Lisboa, 1962 (em associação com Hernâni Gandra, Coutinho Raposo e  José Neves Galhoz). Foi co-fundador da Galeria Prisma, Lisboa (1973) e docente no IADE (1970-76). Também colaborou na revista Arte Opinião  (1978-1982).
Terminado o curso de arquitetura e depois de trabalhar na profissão durante algum tempo, o seu interesse pela fotografia levou-o a registar a cidade de Lisboa (1956-1958), em parceria com o seu colega e amigo Victor Palla, expondo uma seleção dessas imagens em 1958 na Galeria do Diário de Notícias (Lisboa) e na Galeria Divulgação (Porto). Desse mesmo trabalho resultou, no ano seguinte, o livro Lisboa, cidade triste e alegre, obra pioneira da fotografia portuguesa contemporânea. Às cerca de duzentas imagens a preto e branco selecionadas para publicação (deliberadamente não identificadas em termos de autoria), Victor Palla e Costa Martins associaram excertos de poemas de autores portugueses, entre os quais Alexandre O’Neill, Eugénio de Andrade, Jorge de Sena e José Gomes Ferreira. Segundo António Sena, essa obra integra uma "surpreendente variedade inconformista de fotografias apaixonadas pelos quotidianos paralelos da cidade e da própria fotografia". Em 1982 imagens inéditas dessa mesma série foram apresentadas na exposição de Victor Palla e Costa Martins que inaugurou a galeria ether, Lisboa. E em 1989 essa mesma galeria publicou o catálogo Lisboa e Tejo e Tudo, com texto de António Sena (catálogo da exposição de Victor Palla e Costa Martins na Fundação de Serralves, Porto).